# Saki Mori
Saki Mori (森咲樹, Mori, Saki, née le 12 octobre 1993 à Atami au Japon) est une chanteuse et idole japonaise, ex-membre du Hello! Project.

## Biographie
Elle débute en 2004, sélectionnée avec le Hello Pro Egg, et participe au groupe Tomoiki Ki wo Uetai en 2005.
En janvier 2011, elle quitte le Hello! Project et rejoint les UpFront Girls, un nouveau groupe de la compagnie Up-Front, avec six autres anciennes du Hello! Pro Egg. Elle fait depuis aussi partie en parallèle d'un groupe de reprise de titres de K-pop : UFZS. Elle apparait cette année-là dans deux films, Ousama Game et Cheerfu11y, ainsi que dans les programmes télévisés R no Housoku et Up-Front Girls, et participe au groupe temporaire Reborn Eleven.
Dès juin 2011, le groupe Up-Front Girls est renommé Up Up Girls Kakko Kari ; en 2012, le groupe signe un contrat avec le nouveau label d'idoles T-Palette Records fondé un an auparavant.

## Liens
- (ja) Profil officiel sur le site de Up Up Girls (Kari)

- Site officiel
- Ressources relatives à la musique :   - Discogs
  - MusicBrainz
- Ressource relative à l'audiovisuel :   - IMDb